# كارلوس خافيير رودريغيز
كارلوس خافيير رودريغيز (بالإسبانية: Carlos Javier Rodríguez)‏ (19 يناير 1992 بسانتا كروث دي تينيريفه في إسبانيا - ) هو لاعب كرة قدم إسباني في مركز الوسط. لعب مع ريال سرقسطة وAndorra CF ‏ وSD Ejea ‏ ونادي ديبورتيفو إيبرو وDeportivo Aragón ‏.

## وصلات خارجية
- كارلوس خافيير رودريغيز على موقع قاعدة بيانات كرة القدم.إي يو (الإنجليزية)
- كارلوس خافيير رودريغيز على موقع Soccerway.com (الإنجليزية)
- كارلوس خافيير رودريغيز على موقع AS.com (الإسبانية)